# Ademar z Chabannes
Ademar z Chabannes (ur. około 988, zm. 1034 w Jerozolimie) – francuski mnich i dziejopis. Od roku 1010 mnich w klasztorze St-Cybard w Angoulême.
Znany przede wszystkim jako autor powstałej etapami w latach 1025–1029 Kroniki. Jednak jego główna twórczość miała służyć uzasadnieniu apostolstwa św. Martiala (zm. III w.). Starał się znaleźć argumenty pozwalające uznać go za równego Apostołom. Aby osiągnąć swój cel posunął się do sprokurowania kilku fałszerstw. 
W księdze III, rozdz. 31 znajdują się ważne dla najstarszych dziejów Polski zapiski o Bolesławie Chrobrym i św. Brunonie z Kwerfurtu. Według informacji Ademara, Bolesław po zakończeniu Zjazdu Gnieźnieńskiego towarzyszył Ottonowi III w jego drodze powrotnej z Gniezna aż do Akwizgranu, gdzie polski władca miał otrzymać złoty tron Karola Wielkiego, którego grób Otto III w tym samym czasie kazał otworzyć. Do niedawna ta partia tekstu Kroniki uchodziła w przeważającej opinii historyków za późny, bo XII-wieczny dodatek nieznanego interpelatora Kroniki, jednak dzięki odkryciu rękopisu, będącego autografem Ademara, a zawierającego fragment tej ostatniej odautorskiej redakcji Kroniki, jej autentyczność została potwierdzona.

## Literatura
- podstawowe wydanie tekstu: Ademari Cabannensis Chronicon, ed. Pascale Bourgain, Brepols Publishers, Turnhout 1999.
- Lednickie podanie o tronie monarszym i jego historyczne korzenie
- „Wielkie sekrety dzieł sztuki”: czy złoty tron Karola Wielkiego jest gdzieś ukryty w Polsce?
- Dariusz Andrzej Sikorski, Kronika Ademara z Chabannes - odzyskane źródło dla najstarszych dziejów Polski, Studia Źródłoznawcze, 40, 2002, s.215-220
- Bolesław Chrobry i Karol Wielki – legitymizacja między kultem a imitacją